# Carlina (higo)
Carlina es un cultivar de higuera de tipo higo común Ficus carica, unífera de higos de epidermis con color de fondo verde claro con sobre color verde blanquecino. Se cultiva en la colección de higueras de Montserrat Pons i Boscana en Llucmajor, Islas Baleares.

## Sinonimia
- „D'en Carles“ en Lloret.[3][5][6]

## Historia
Actualmente la cultiva en su colección de higueras baleares Montserrat Pons i Boscana, rescatada de un ejemplar o higuera madre localizado en "son Peixet" término de Llucmajor, propiedad de Cosma y Miquel Julià, en una plantación de almendros e higueras junto a las antiguas viviendas de la finca agrícola.
La variedad 'Carlina' pertenece al grupo de alicantinas, esta variedad junto a 'Bermesca', 'Alacantina' y 'Jorba' son entre otras las variedades baleares incluidas en este apartado.
La variedad 'Carlina' es originaria de Algaida, donde nació dentro de una pared de piedra seca, descubierta por un tal Carlos en 1840, del que le viene el nombre, y cultivada desde entonces.

## Características
La higuera 'Carlina' es una variedad unífera de tipo higo común. Árbol de desarrollo mediano, copa ovalada, y anchura notable con ramaje esparcido. Sus hojas con 3 lóbulos (95%) mayoritariamente, y de 5 lóbulo (<5%). Sus hojas con dientes presentes y márgenes serrados. 'Carlina' tienen un desprendimiento mediano de higos, teniendo un periodo de cosecha corto y un rendimiento productivo medio. La yema apical es cónica de color amarillo.
Los higos 'Carlina' son higos con forma esférica, que presentan unos frutos medianos de unos 18,92 gramos en promedio, de epidermis de grosor mediano y tacto poco áspero, de color de fondo verde claro con sobre color verde blanquecino. Ostiolo de 1 a 3 mm con escamas medianas marrón claro. Pedúnculo de 4 a 8 mm cilíndrico verde claro. Grietas longitudinales gruesas pocas. Costillas poco marcadas. Con un ºBrix (grado de azúcar) de 18, sabor poco dulce insípido y soso, con consistencia blanda, con color de la pulpa rojo claro. Con cavidad interna mediana y una gran cantidad de aquenios pequeños. Son de un inicio de maduración sobre el 13 de agosto al 14 de septiembre y de producción alta. En años húmedos gran tendencia a una muy marcada apertura del ostiolo semejando a una flor de 3, 4 o 5 pétalos.
Se usa para higo seco y para la alimentación animal de ganado bovino y porcino. Producción media. Son resistentes al agriado y poco al transporte.

## Cultivo
'Carlina', es una variedad que madura a inicio de agosto antes que otras variedades. Se utiliza para higo en seco, y para consumo animal tanto en fresco como seco. Se está tratando de recuperar de ejemplares cultivados en la colección de higueras baleares de Montserrat Pons i Boscana en Llucmajor.